# Stein Rokkan
Stein Rokkan (født 4. juli 1921 i Vågan, død 22. juli 1979 i Bergen) var en norsk politolog og sociolog. Han var professor i komparativ politik ved Universitetet i Bergen.
Oprindelig uddannet i filosofi samarbejdede Rokkan i 1940'erne og 1950'erne med Arne Næss som sin forskningsassistent. Senere vendte hans interesser sig mod især dannelsen af politiske partier og europæiske nationalstater. Det var i denne periode, at han samarbejdede med Seymour Martin Lipset. "Lipset og Rokkan" blev en duo, der altid vil blive husket af folk, der studerer politisk sociologi. Han er også kendt som en pioner indenfor brug af computerteknologi i socialvidenskab.
Rokkan er skaberen af en serie af modeller for dannelsen af stater og nationer i Europa. Han var præsident for International Political Science Association fra 1970 til 1973, præsident for UNESCOs International Social Science Council (1973-77), vicepræsident forInternational Sociological Association fra 1966 til 1970, og bestyrelsesformand (fra 1970 til 1976) og medstifter af European Consortium for Political Research.

## Udvalgt arbejde
- Party Systems and Voter Alignments. Co-edited with Seymour Martin Lipset (Free Press, 1967)
- Building States and Nations. Co-edited with Shmuel Eisenstadt (Sage, 1973)
- Economy, Territory, Identity: Politics of West European Peripheries. Co-authored with Derek W. Urwin (Sage, 1983)

## Eksterne links
- Stein Rokkan Centre for Social Studies in Bergen Arkiveret 15. april 2004 hos  hos Archive.is
- Department of comparative politics in Bergen Arkiveret 27. november 2009 hos  Wayback Machine
- Norwegian Social Science Data Archives, co-founded and later led by Rokkan Arkiveret 20. juni 2012 hos  Wayback Machine